# 1484
Cette page concerne l'année 1484  du calendrier julien.
L'année 1484 est une année bissextile qui commence un jeudi.

## Événements
- 15 janvier au 14 mars : réunion des États généraux de Tours, après la mort de Louis XI, les députés y attaquent l'absolutisme du défunt. Ils confirment cependant la force de l'autorité monarchique en France, et proposent à Anne de Beaujeu, désignée comme régente selon le souhait de son père et malgré les manœuvres de Louis II d’Orléans, une série de réformes, dont le souhait de se transformer en assemblée permanente. Les Beaujeu jouent le « peuple » contre les princes. La régence d’Anne de Beaujeu est confirmée[1].
  - Dans son discours du 9 février, Philippe Pot, un noble bourguignon, revendique la souveraineté du « peuple », celui-ci incluant les clercs et les nobles. Il pose le principe de l’élection des rois par les sujets ou par les États du royaume[1].
  - Le 21 février, les États décident la baisse générale des tailles, qui tombent de 4 000 000 de livres à 1 500 000[1]. L’armée royale en est affaiblie.

- 6 février : premier autodafé à Ciudad Real en Espagne[2].
- Février, France : lettres patentes anoblissant les notaires et secrétaires du roi et leur postérité[3].

- 5 avril : mort de faim en prison du chancelier de Bretagne Guillaume Chauvin ; la nouvelle arrive à Nantes le lendemain[4].
- 7 avril, Affaire Pierre Landais : des barons bretons, qui soupçonnent Landais, trésorier général du duché de Bretagne, pro-anglais, d’être responsable de la dénonciation de Chauvin, entrent au château de Nantes pour s’emparer de Landais. Ils échouent et prennent la fuite en Anjou. Le duc confisque leurs biens. Ils signent alors avec le roi de France un pacte proposant à Anne de Beaujeu la succession du duc[1].
- 14 avril : après de violents débats, les Cortes réunis à Tarazone donnent leur assentiment à l’instauration de l’Inquisition en Aragon. Des tribunaux sont créés à Valence et à Saragosse[5].

- 10 mai : premier autodafé à Saragosse[6].
- 21 mai : pendaison de Le Dain, conseiller de Louis XI de France[7].
- 30 mai : sacre de Charles VIII de France à Reims[1].

- 7 juin : sac de la juiverie d’Arles[8].

- 7 août : fin de la guerre de Ferrare. Venise, victorieuse du duc de Ferrare, impose la paix de Bagnole qui lui rend la Polésine —de Rovigo à Venise— et lui permet de s’installer sur les côtes du royaume de Naples, de prendre Bari à l’Aragon et d’achever la conquête du Frioul[9].
- 8 août : conquête d’Akkerman (Cetatea Alba ou Bialograd, la ville blanche, prise les 7-8 août et de Kilia, qui ouvre aux Ottomans l’accès à la Crimée par voie de terre[10].
- 22 août : le duc de Viseu Diogo est assassiné par le roi Jean II de Portugal en personne à Setúbal, alors qu'il complotait contre lui[11].

- 12 septembre : début du pontificat d'Innocent VIII, élu le 29 août (fin en 1492)[12]. Refus d’obédience au pape de Ferrante, roi de Naples[13].

- 22 octobre : le traité de Montargis appelle le roi Charles VIII de France à la succession du duc François II de Bretagne par les grands du pays (ratifié par le roi le 28 octobre)[14].
- 29 octobre : Tomas Torquemada fait paraître un Code spécial à l’usage des tribunaux de l’Inquisition espagnole[15].
- 5 décembre : le pape publie la bulle Summis desiderantes affectibus sur la répression de la sorcellerie[16].

- Le seigneur Serbe de Zeta (Monténégro) Ivan Crnojević (en) (Ivo le Noir) transfère sa capitale à Cetinje[17].

- Le patriarche de Constantinople Siméon de Trébizonde réunit un synode qui désavoue solennellement le décret d’union et se sépare définitivement de Rome[18]. L’Église grecque prend le nom d’Église orthodoxe.
- Sancho del Alguila, corregidor et alcalde de Trujillo en Extremadure, est reconnu coupable de relations adultères avec la belle juive Doña Vellida. Celle-ci est arrêtée, l’alcalde est destitué, mais tous les jurats sont inquiétés par l’affaire, car tous semblent sympathisants et imitent plus ou moins leur responsable[19].
- Le Breton Jean Coatanlem monte une expédition contre le port anglais de Bristol pour venger le sac de Roscoff quatre ans auparavant[20].

## Naissances en 1484
- 1er janvier : Ulrich Zwingli, réformateur protestant suisse († 11 octobre 1531).
- Date précise inconnue :
- Ercole Ramazzani, peintre italien de l'école bolonaise  († 1542).
- Vers 1484 :
- Cristoforo Guidalotti Ciocchi del Monte, cardinal italien, évêque de Marseille († 27 octobre 1564).
- 1484 ou 1485 :
- Hans Baldung, graveur, dessinateur, peintre et vitrailliste allemand († septembre 1545).

## Décès en 1484
- 4 mars : Saint Casimir, patron de la Pologne, fils du roi Casimir IV de Pologne (° 1458).
- 20 mars : Michele Carcano, franciscain et prêcheur italien, bienheureux de l'Église catholique, fondateur de l'hôpital Sainte-Anne de Côme (it) (° 1427)
- 14 juillet : Frédéric Ier de Mantoue, noble italien, marquis de Mantoue (° 25 juin 1441).
- Date inconnue :
- William Horwood, compositeur anglais de musique polyphonique vocale du Moyen Âge tardif (° vers 1430).